# Carl Fallberg
Carl Robert Fallberg (Cleveland (Tennessee), 9 novembre 1915 – Glendale, 5 settembre 1996) è stato un fumettista statunitense.
Fallberg, insieme a Del Connell e Don Christensen, è uno dei più importanti sceneggiatori Disney degli albi a fumetti della Western Publishing, prima casa editrice ad editare i comics dei personaggi di zio Walt.

## Allo Studio Disney
Fallberg approda, il 29 ottobre 1935, allo Studio Disney quando questo si trovava ancora ad Hollywood. Qui la sua prima collaborazione è per Biancaneve e i Sette Nani del 1937 come assistente del direttore di sequenza Pearce. Successivamente, sempre con Pearce, approda al Reparto Sceneggiature, dove sviluppa la storia L'apprendista Stregone, che poi diverrà una sequenza all'interno di Fantasia (1940).
Sempre Pearce e Fallberg, insieme ad un folto team di story-men, svilupperano poi la sceneggiatura per Bambi. Nel 1940, quando gli studi si trasferiscono a Burbank, Fallberg passa al Reparto Pubblicità.

## I fumetti
Dieci anni dopo, nel 1951, dopo varie esperienze nell'editoria, Fallberg approda alla Western Publishing, editore degli albi a fumetti della Disney e di altri studi di animazione.
La sua prima storia Disney, Topolino e il cervello elettronico, pubblicata in Italia sull'Albo d'Oro n.28 del 1953, compare sul Mickey Mouse n.30 dell'aprile-maggio dello stesso anno. A luglio esce, poi, su Donald Duck, Paperino e il ratto baratto, in Italia su Topolino n.74. Molte delle storie prodotte dopo quell'esordio ancora non possono essere associate al nome dello sceneggiatore statunitense, a causa dei credits persi, ma è certo che Fallberg si occupò anche dei personaggi di Walter Lantz, di Hanna-Barbera e degli studi Warner Bros. ed MGM.
Sulle storie disneyane, comunque, il contributo maggiore di Carl si sviluppa per avventure con Topolino, apparse su Walt Disney's Comics and Stories fra il 1953 e il 1972 e disegnate egregiamente dal grande Paul Murry: queste avventure rinverdivano i fasti e la tradizione del Topolino quotidiano di Gottfredson. Cura, però, anche alcune storie sui paperi, spesso disegnate da Tony Strobl, che in queste occasioni sfornava uno stile molto interessante.

## Storie internazionali
A partire dal 1963 Fallberg, accanto alle storie per il mercato americano, iniziò a realizzare anche sceneggiature per i mercati d'oltreoceano. Moltissime di queste storie, che vedevano per protagonisti i soliti Paperino, Paperone e Topolino, spesso in compagnia di Pippo, vennero realizzate da artisti italiani come Carpi, Gatto, Scala, Scarpa, Rota e De Vita jr., generalmente edite sull'Almanacco Topolino, in quel periodo l'unica rivista a pubblicare storie nel tipico formato americano senza il classico rimontaggio per adattarle al formato tascabile di Topolino.
Tra le serie ideate appositamente per il mercato straniero spicca la divertente MIckey and the Sleuth, che narra le avventure di Ser Lock, un imbranato detective della Londra di fine Ottocento la cui fama si basa, però, sulle abilità investigative del suo assistente, Topolino. Importante anche il suo contributo a Disney Goofy Classics, serie edita tra 1983 e il 1987 in cui Pippo impersona personaggi storici e letterari come Giacomo Casanova, Robinson Crusoe, Don Chisciotte e pubblicata in Italia su Pippo Parodie.
Infine collabora anche alle storie destinate ai quotidiani: la settimanale Disney's Treasury of Classic Tales (1976-87), che presenta adattamenti di lungometraggi animati e film, e l'annuale Disney's Christmas Story (1976-84).
Parallelamente all'attività di sceneggiatore per i fumetti, Fallberg affianca anche quella di story-man per i cartoni animati, realizzando storyboards per gli show televisivi di Warner e Hanna-Barbera.

## Gli ultimi lavori
I suoi ultimi lavori, sceneggiature tra il 1987 e il 1990, sono gli adattamenti delle puntate dei serial televisivi DuckTales, Chip'n'Dale Rescue Rangers e The New Adventures of Winnie the Pooh.
Successivamente, una grave malattia colpisce l'artista, impedendogli di proseguire per sempre il suo lavoro.